# Timothée Modibo-Nzockena
Timothée Modibo-Nzockena (* 1. Januar 1950 in Mbomo, Republik Kongo; † 24. März 2016) war ein kongolesischer Geistlicher und römisch-katholischer Bischof von Franceville in Gabun.

## Leben
Timothée Modibo-Nzockena empfing am 22. Juni 1980 das Sakrament der Priesterweihe für das Bistum Franceville.
Am 8. November 1996 ernannte ihn Papst Johannes Paul II. zum Bischof von Franceville. Der Kardinalpräfekt der Kongregation für die Evangelisierung der Völker, Jozef Tomko, spendete ihm am 11. Januar 1997 die Bischofsweihe; Mitkonsekratoren waren der Erzbischof von Libreville, André Fernand Anguilé, und der Bischof von Oyem, Basile Mvé Engone SDB.